# Jean François-Poncet
Pour les articles homonymes, voir François-Poncet, François et Poncet.
Jean François-Poncet, né le 8 décembre 1928 à Paris, où il est mort le 18 juillet 2012, est un diplomate et homme politique français, ministre des Affaires étrangères de 1978 à 1981 sous Valéry Giscard d'Estaing.

## Biographie

### Enfance, famille et études
Jean François-Poncet est le fils d'André François-Poncet, homme politique et diplomate. Il poursuit des études de droit et d'économie et fréquente l'Institut d'études politiques de Paris. Il entre à l'ENA d'où il sort major en 1955 (promotion Albert-Thomas).
Il épouse Marie-Thérèse de Mitry, fille d'Emmanuel de Mitry et de Marguerite de Wendel, dont il a trois enfants : Philippe, Jacques et Florence.

### Carrière politique
En 1955, il devient secrétaire d'ambassade, puis participe à l'élaboration du traité de Rome en 1957. En 1970, il quitte la diplomatie pour intégrer la direction de Carnaud SA, leader français de l'emballage alimentaire. Il enseigne à l'IEP de Paris. 

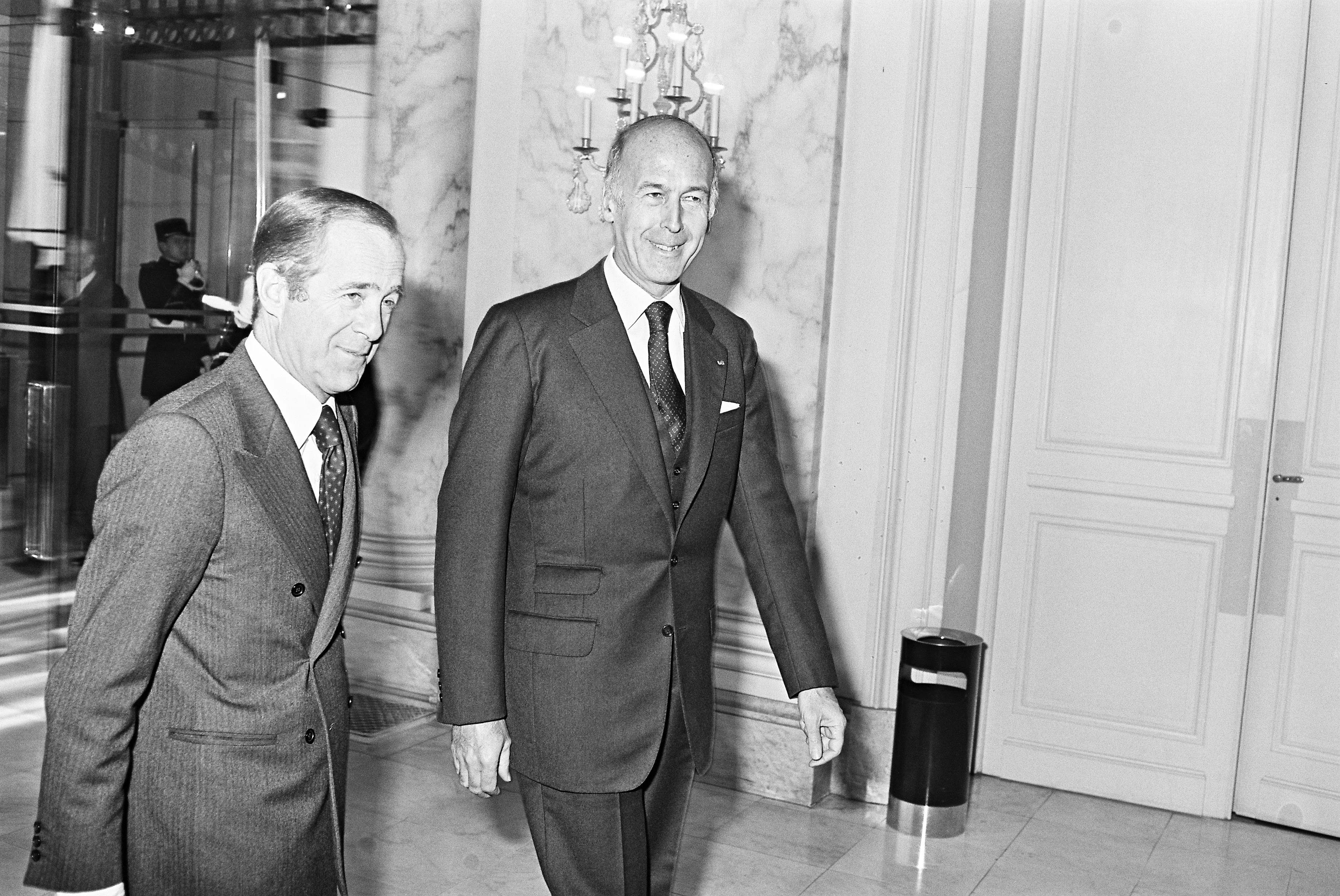
Jean François-Poncet (à gauche) avec le président Valéry Giscard d'Estaing en 1979.

En janvier 1976, il est nommé secrétaire d'État auprès du ministre des Affaires étrangères Jean Sauvagnargues. L'été suivant, il devient secrétaire général de la présidence de la République et le demeure jusqu'au 29 novembre 1978, date à laquelle il est nommé ministre des Affaires étrangères du gouvernement de Raymond Barre, ce jusqu'au 21 mai 1981, date d’investiture du premier gouvernement de Pierre Mauroy, formé après l'élection à la présidence de la République de François Mitterrand. Il rejoint l'Union pour la démocratie française à sa création par le biais des adhérents directs. Il écrit alors régulièrement des éditoriaux pour le quotidien Le Figaro.
En 1978, il est élu président du conseil général du Lot-et-Garonne ; il est ensuite réélu à ce poste jusqu'en 1994, puis de 1998 à 2004. En 1983, il est élu sénateur, puis réélu en 1992 et 2001. Il siège d'abord dans le groupe Rassemblement démocratique et européen (RDE), puis dans le groupe UMP.
De 1990 à 1995, il est président du Mouvement européen-France.
Admis à l'hôpital du Val-de-Grâce le 15 juillet 2012 pour un AVC, Jean François-Poncet meurt trois jours plus tard à l'âge de 83 ans.

## Détail des mandats et fonctions

### Mandats de sénateur
Élu sénateur en 1983, il est réélu en 1992 et en 2001. Il siège d'abord dans le groupe du Rassemblement démocratique et européen (RDE) puis dans le groupe UMP.

### Mandats locaux
Il est président du conseil général de Lot-et-Garonne de 1978 à 1994 et de 1998 à 2004.

### Autres fonctions
- Président du comité de bassin Adour-Garonne
- Il était membre (de juillet 2006 à sa mort) du conseil d'administration du think tank « Notre Europe »[6].
- Il a été président du Mouvement européen-France de 1990 à 1995.
- Il était membre du Bohemian Club.

## Écrits
- La Politique économique de l'Allemagne occidentale Paris, Sirey, 1970
- 37, quai d'Orsay, Mémoires pour aujourd'hui et pour demain, Paris, Odile Jacob, 2008, 283 p.,  (ISBN 9782738121875)
- La séparation des pouvoirs chez Montesquieu, bull. des Amis du Vieux Nérac, numéro 39, 2005, p. 73-92